# Họ Nhái bén
Họ Nhái bén (danh pháp khoa học: Hylidae). Còn gọi là Chàng Hiu. Có sự khác nhau lớn giữa các loài nhái bén. Nhiều loài thực ra không phải sống trên cây mà sống trên mặt đất và nước, nhiều loài có màu xanh lá cây còn các loài sống trên mặt đất và trong nước thì có màu theo môi trường đó. Chúng ăn côn trùng và các loài không xương sống khác.
Nhái bén có răng hàm và mút ngón chân có vuốt.

## Phân loại

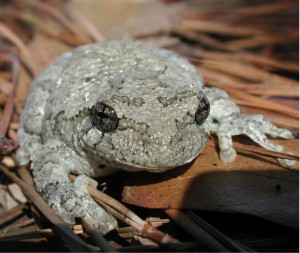
Hyla versicolor, nhái bén xám

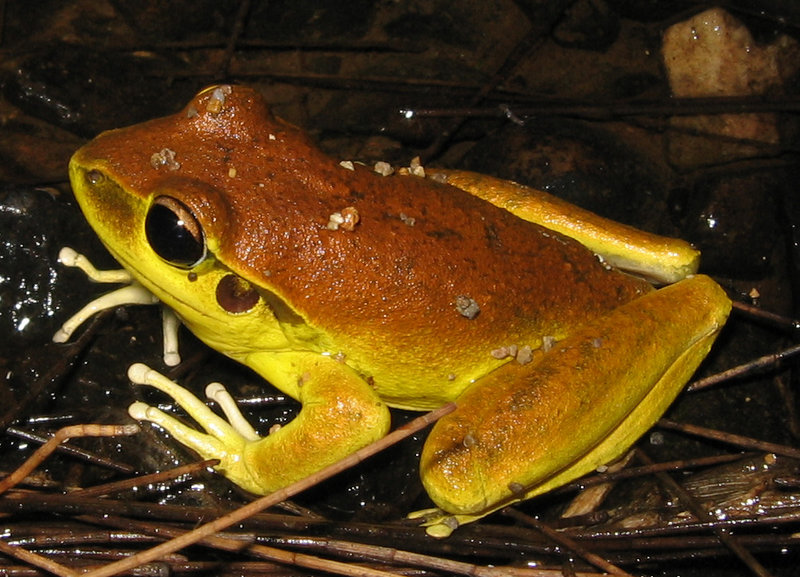
Stoney Creek Frog Litoria wilcoxi

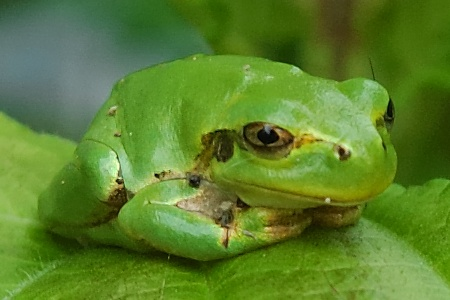
Nhái bén Nhật Hyla japonica

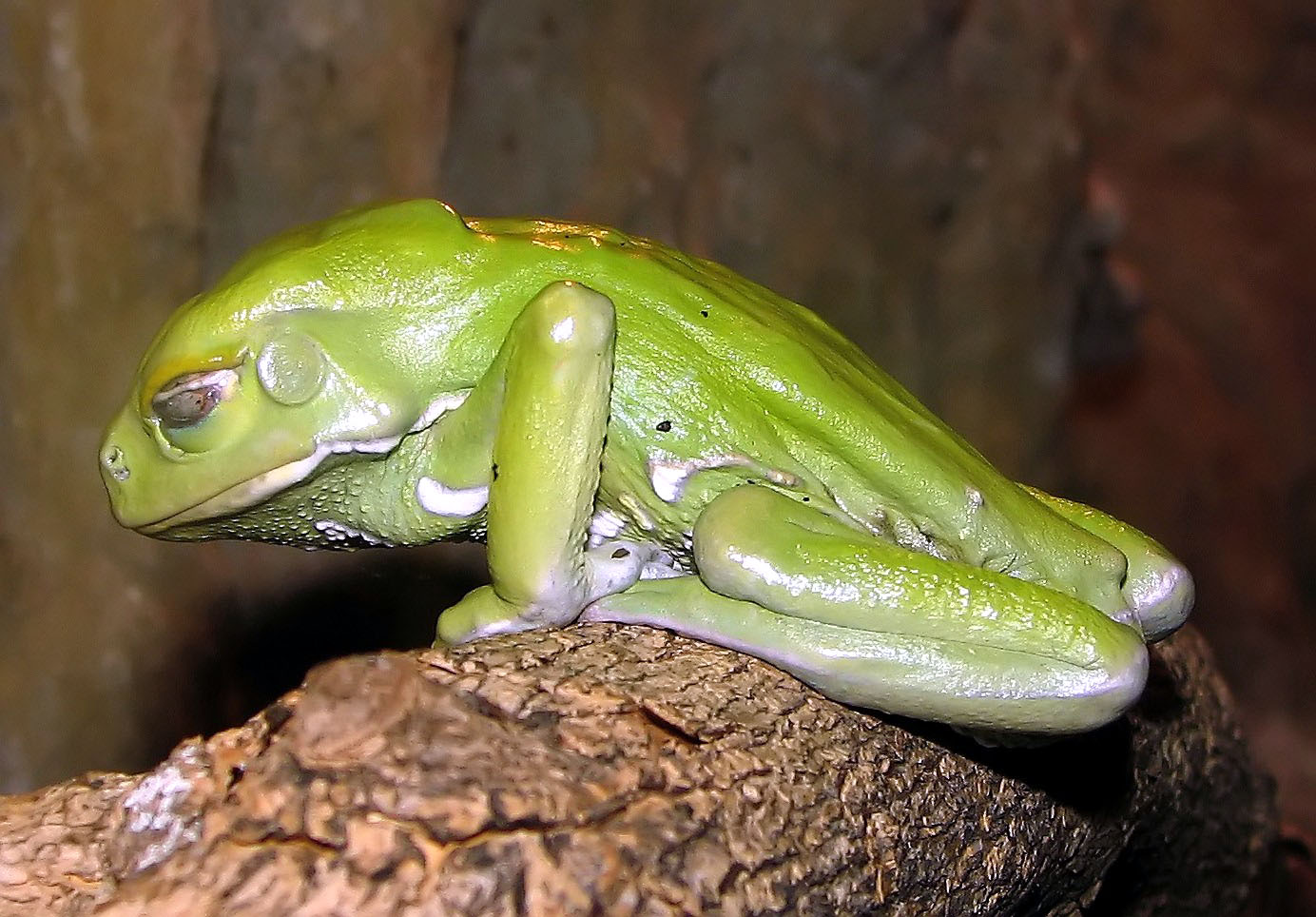
Waxy Tree Frog Phyllomedusa sauvagii

Họ Nhái bén nghĩa mới được chia ra thành 3 phân họ và 48 chi.
- Hylinae
  - Acris
  - Anotheca
  - Aparasphenodon
  - Aplastodiscus
  - Argenteohyla
  - Boana
  - Bokermannohyla
  - Bromeliohyla
  - Charadrahyla
  - Corythomantis
  - Dendropsophus
  - Duellmanohyla
  - Ecnomiohyla
  - Exerodonta
  - Hyla
  - Hyloscirtus
  - Hypsiboas
  - Isthmohyla
  - Itapotihyla
  - Lysapsus
  - Megastomatohyla
  - Myersiohyla
  - Nyctimantis
  - Osteocephalus
  - Osteopilus
  - Phyllodytes
  - Plectrohyla
  - Pseudacris
  - Pseudis
  - Ptychohyla
  - Scarthyla
  - Scinax
  - Smilisca
  - Sphaenorhynchus
  - Tepuihyla
  - Tlalocohyla
  - Trachycephalus
  - Triprion
  - Xenohyla
- Pelodryadinae (nhái bén Austro-Papua)
  - Cyclorana
  - Litoria
  - Nyctimystes
- Phyllomedusinae (nhái cây)
  - Agalychnis
  - Cruziohyla (mới tách ra từ Agalychnis gần đây)
  - Hylomantis
  - Pachymedusa
  - Phasmahyla
  - Phrynomedusa
  - Phyllomedusa

### Chuyển thành họ Hemiphractidae
- Hemiphractinae
  - Cryptobatrachus
  - Flectonotus
  - Fritziana
  - Gastrotheca
  - Hemiphractus
  - Stefania